# Rurociąg Odessa-Brody

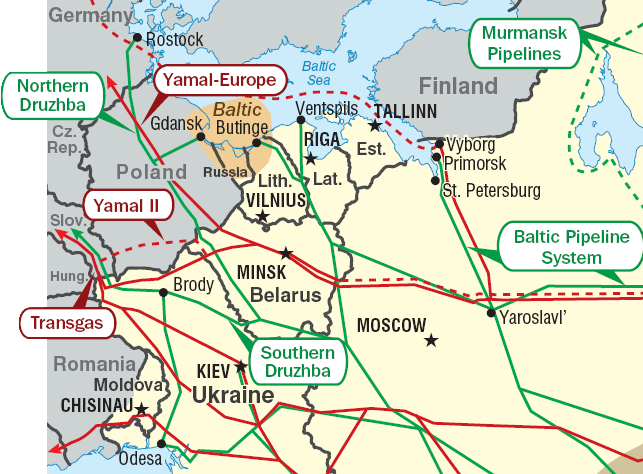
Rurociągi w Europie Wschodniej, w lewym dolnym narożniku rurociąg Odessa-Brody

Rurociąg Odessa-Brody – rurociąg naftowy łączący Morze Czarne z rurociągiem naftowym Przyjaźń i zarazem kończący bieg w pobliżu polskiej granicy.
Rurociąg, który budowano w latach 1996–2001 kosztem nieco ponad 100 milionów dolarów, łączy ukraińskie miasta: Odessę i Brody. Jego długość wynosi 675 kilometrów.
Rurociąg planowany był jako pierwszy etap budowy ropociągu dostarczającego ropę naftową z Morza Czarnego nad Morze Bałtyckie; w tym celu należało wybudować jeszcze jego przedłużenie z Brodów do Płocka, a stamtąd do Gdańska. Projekt przedłużenia ropociągu ma być dofinansowany ze środków Unii Europejskiej.
Względy polityczne nakazały jednak Ukraińcom wstrzymywać chwilowo II etap tej inwestycji i zmienić koncepcję wykorzystania rurociągu tak, by transportował ropę w zgoła przeciwnym kierunku, to jest rosyjską ropę naftową nad Morze Czarne.
14 kwietnia 2008, w obecności prezydenta Ukrainy Wiktora Juszczenki oraz prezydenta Polski Lecha Kaczyńskiego, została podpisana umowa pomiędzy inwestorem – międzynarodowym przedsiębiorstwem rurociągowym Sarmatia oraz firmą Granherne, która pod koniec marca wygrała przetarg na realizację techniczno-ekonomicznego uzasadnienia projektu „Odessa – Brody – Płock – Gdańsk”. Techniczno-gospodarcze uzasadnienie celowości i opłacalności projektu euroazjatyckiego korytarza transportu ropy naftowej będzie realizowane w dwóch etapach:
- wstępna analiza porównawcza dróg transportu ropy
- złożenie końcowego sprawozdania dla przedsiębiorstwa Sarmatia